# Saovabha Phongsri
Saovabha Phongsri (thaï : เสาวภาผ่องศรี, 1er janvier 1864 - 20 octobre 1919) est une reine de Thaïlande. Fille du roi Rama IV et de la reine Piam Sucharitakul, elle a épousé son demi-frère le roi Rama V (Chulalongkorn). Deux de leurs enfants ont été rois sous les noms de Rama VI et Rama VII. À partir de 1897, elle a été la première femme régente de Thaïlande.

## Biographie
Saovabha est la fille du roi Mongkut (Rama IV) et de la princesse Piyamavadi (en) (Piam Sucharitakul). Elle était la plus jeune sœur de la future reine Sunandha (en) Kumariratana et de la reine Savang Vadhana. Elle épousa son demi-frère, le roi Chulalongkorn (Rama V) dans le courant de 1878. Ils ont eu neuf enfants, dont cinq sont parvenus à l'âge adulte (un est mort en bas âge) et deux sont devenus roi de Siam.

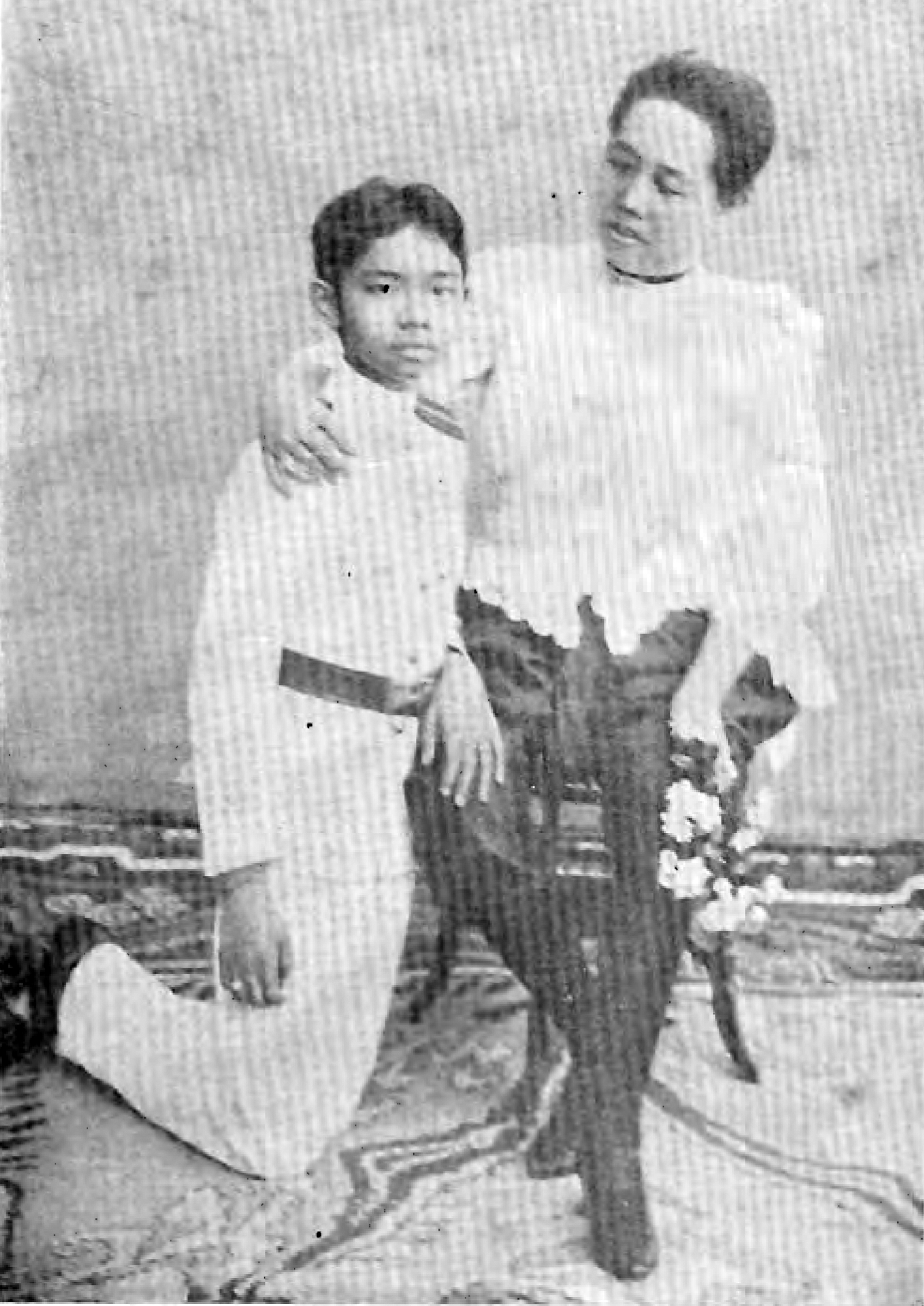
Saovabha et son fils Prajadhipok (futur Rama VII).

En 1897, elle est devenue la première femme régente de Thaïlande, au moment où son mari était en voyage en Europe. À son retour, il lui a accordé le titre de « Somdet Phra Nang Chao Saowapha Phongsi Praborommarachininat » (RTGS) (thaï : สมเด็จพระนางเจ้าเสาวภาผ่องศรี พระบรมราชินีนาถ) (à peu près équivalent à Sa Majesté la reine régente). Durant son règne, elle s'est intéressée à de nombreuses questions concernant les femmes. En 1904, elle a créé l'une des premières écoles de filles du Siam, l'« École Rajini » ou « École de la reine » à Bangkok.
À sa mort en 1919, à 57 ans, elle a eu droit à des grandes funérailles royales présidées par son fils, le roi Vajiravudh (Rama VI), en présence de tous les membres de la famille royale. Elle a joué un rôle posthume de premier plan dans l'établissement de la loi de succession de 1924 (en), par laquelle son fils le roi Vajiravudh a stipulé que les enfants de Saovabha avaient la primauté sur tous les autres pour la succession royale. Cette loi a garanti l'accession au trône de son plus jeune fils, le prince Prajadhipok (Rama VII), en 1925, en dépit de l'existence de fils de Chulalongkorn plus âgés et mieux instruits.
En 1922, on a donné son nom  au Queen Saovabha Memorial Institute (en), un institut de Bangkok spécialisé dans les morsures de serpents.